# New Zealand State Highway 32
Der New Zealand State Highway 32 (auch State Highway 32 oder in Kurzform SH 32) ist eine Fernstraße von nationalem Rang auf der Nordinsel von Neuseeland.

## Strecke
Vom New Zealand State Highway 1 bei Tokoroa aus führt der in südlicher Richtung verlaufende SH 32 zunächst östlich an Mangakino vorbei, getrennt durch den Waikato River. Diesen überquert er bei Whakamaru, wo der dem Flussverlauf folgende New Zealand State Highway 30 abgeht. Von dort verläuft der SH 32 weiter in teils südlicher und teils südwestlicher Richtung, in wenigen Kilometern Entfernung am Lake Taupō vorbei bis nach Kuratau Junction, wo er auf den New Zealand State Highway 41 trifft.